# Que sera, sera (Whatever Will Be, Will Be)
Que sera, sera (Whatever Will Be, Will Be), pubblicata per la prima volta nel 1956, è una canzone scritta da Ray Evans e Jay Livingston.

## Descrizione
È stata scritta per il film di Alfred Hitchcock L'uomo che sapeva troppo del 1956, e cantata da Doris Day nel film come brano diegetico. L'attrice l'accenna anche nel film di Charles Walters Non mangiate le margherite del 1960 e nel film di Frank Tashlin La mia spia di mezzanotte del 1966.
La canzone è stata prima nel Regno Unito, in Francia e nelle Fiandre, in Belgio, per tre settimane, seconda nella Billboard Hot 100, terza nei Paesi Bassi, e vinse nel 1956 l'Oscar alla migliore canzone. Fu il terzo oscar in questa categoria per Livingston ed Evans, i quali avevano vinto precedentemente nel 1948 e nel 1950. Una versione cantata da China Forbes è stata utilizzata per i titoli di apertura e coda del film In the Cut di Jane Campion.
Fra gli innumerevoli artisti che hanno riproposto dal vivo o in studio questa canzone, si ricordano in particolare Elvis Presley e gli Sly & the Family Stone nel 1973, mentre gli Hermes House Band ne hanno prodotto una versione dance. La canzone nella versione italiana (testo di Pinchi, Elgos) è stata cantata da Carla Boni, Duo Fasano, Wilma De Angelis, Gloria Christian, Marisa Brando, Marisa Colomber e Fernanda Furlani (Nuova Enigmistica Tascabile, N. 10044).

## Impatto culturale

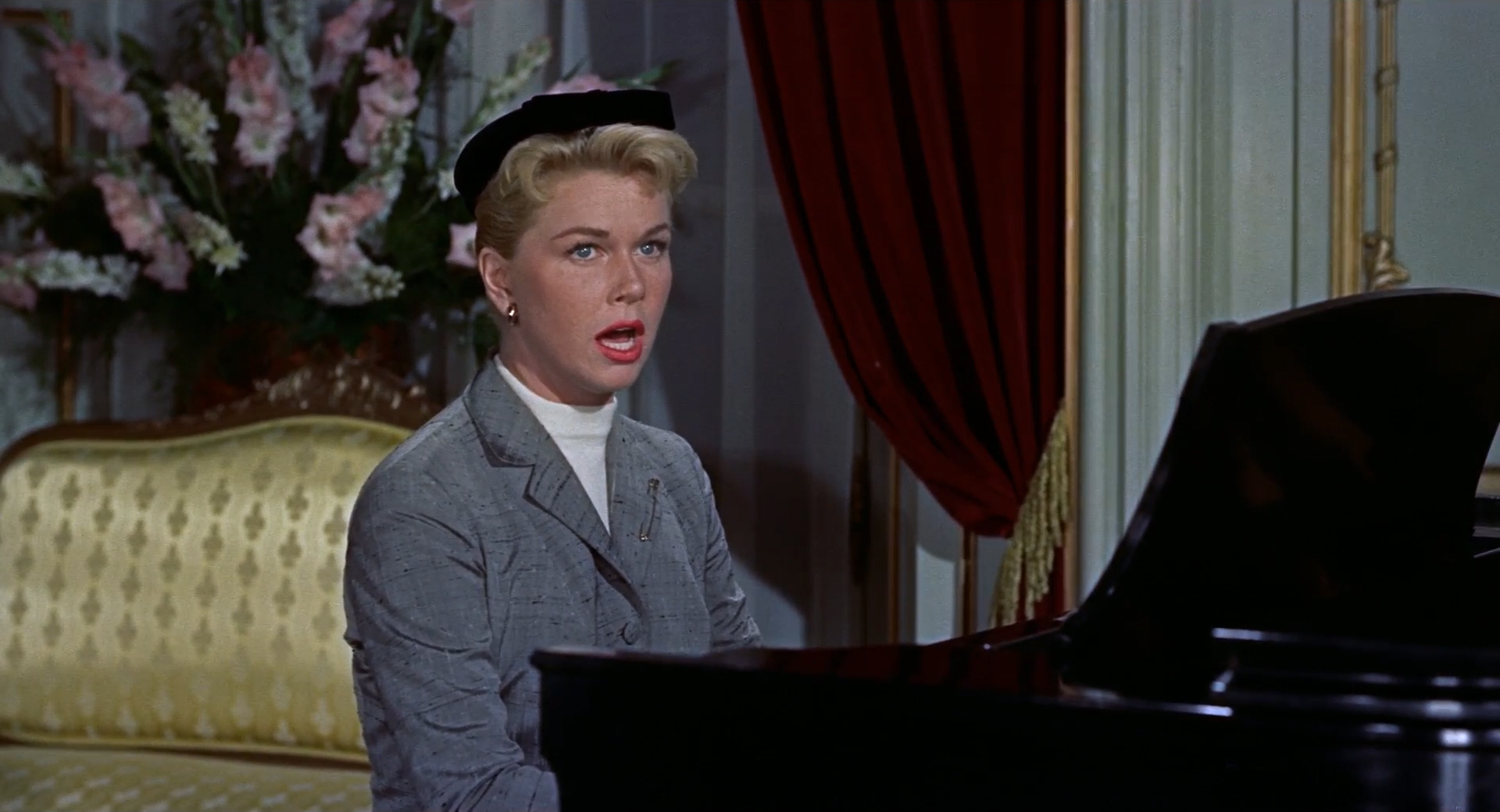
Doris Day esegue il brano nel film L'uomo che sapeva troppo

La canzone ha avuto un forte impatto culturale:
- 1995: nell'episodio de I Simpson intitolato La cometa di Bart, la canzone è intonata prima da Ned Flanders e poi da tutti gli altri cittadini per darsi conforto durante l'arrivo di un meteorite che si crede destinato a distruggere Springfield. La canzone è riproposta in un altro episodio del 2005, dieci anni dopo intitolato Gay, un invito a nozze durante l'analessi di Marge.
- La canzone La De Da pubblicata nel 1998 sull'LP Vertical Man di Ringo Starr contiene diversi riferimenti al brano di Doris Day.
- È spesso cantata dai tifosi del Manchester United al termine di partite importanti all'Old Trafford, quasi per buon augurio per le partite successive. Il testo solitamente intonato dai fan dei "Red Devils" spesso cambia, a seconda del luogo in cui sarà giocata la partita successiva. Anche i tifosi della Fiorentina intonano spesso un coro su queste note.
- Nell'album Brothas Doobie dei Funkdoobiest è presente una canzone dal nome analogo la quale le fa riferimento.
- La canzone è nella sigla della serie TV horror-thriller From del 2022 creata da John Griffin ed eseguita dai The Pixies.
- Nella scena finale del film I Miei Vicini Yamada di Isao Takahata, i protagonisti del film cantano una versione in lingua giapponese di questa canzone.